# Vilundaparken
Vilundaparken är den största sportanläggningen i Upplands Väsby kommun. Redan vid fritidsnämndens tillkomst 1964 började man att planera för en stor idrottsplats i kommunen. Sex år senare hade såväl konstisbana, fotbollsplan och löparbanor invigts. Därefter har Vilundaparken fortsatt att byggas ut i olika etapper.
Inom området finns det idag:
- simhall.
- ishallar.
- två sporthallar.
- en idrottsplats med allvädersbanor.
- En 11-manna konstgräsplan.
- En 11-manna Grusplan.
- Två gräsplaner.

I anslutning till anläggningen finns även elljusspår. 
- Kampsportcenter.
- Gym.
- Temalekpark[2]
- Pumptrack [3]
- Bangolfbana[4]

## Anläggningarna

### Vilundavallen
Fotbollsplanen och löparbanorna stod klara 1971. Löparbanorna fick sin nuvarande utformning med 
Tartan-beläggning  1994.

### Vilundabadet
5 september 2009 invigdes det nya Vilundabadet, som ägs av kommunen och drivs av Medley. Den rymmer en motionsbassäng som uppfyller internationella krav och är utformad för både tävlingssimmare och motionssimmare. Bassängen har åtta stycken banor med en internationell banbredd på 2,5 meter. Ett äventyrsbad av mindre format, som i första hand vänder sig till kommunens barnfamiljer, finns också liksom en bassäng för rehabilitering och för simundervisning. På bottenvåningen finns det omklädningsrum och personalutrymmen. På den övre våningen finns det ett gym på 350 kvadratmeter för både kondition- och styrketräning.

### Kampsportcenter
Den 1 oktober 2011 invigdes Väsby Kampsportcenter. Det är den gamla simhallen som har byggts om. Hallen är indelad i fyra olika underlag, parkettgolv, brottarmatta, budomatta och boxningsring, detta gör det möjligt för fyra olika föreningar att träna samtidigt, i samma lokal.
Kampsporter som tränar i "KSC" är boxning, thaiboxning, brottning, karate, kendo, Wing Chun.

### Temalekparken
Lekparken har temat "Barnens Wäsby verkstäder" som en hyllning till de gamla industrierna från 1900-talets Upplands Väsby. Den är designad av Tor Svae som bland annat utformat Mulle Meckparken i Järvastaden. 

### Vilundaparkens ishallar
Vilundaparkens ishallar